# Nature (musikgrupp)
Nature var en bluesrockgrupp, ursprungligen från Örebro, som verkade mellan 1970 och 1978.

## Historik
Nature tillkom 1970 genom en ombildning av örebrobandet Blues Quality som 1968-1970 hade samarbetat med Peps Persson under namnet Peps & Blues Quality. Originalmedlemmarna i Nature var:
- Mats Ronander - sång, munspel, gitarr[2]
- Lasse Wellander - gitarr
- Pär David Johnson - bas
- Bosse Skoglund -  trummor

Vid sidan av sin egen verksamhet med turnéer, klubbspelningar, TV-/radioprogram och skivinspelningar samarbetade Nature under åren med en rad etablerade artister. 
I februari 1972 gjorde bandet en turné tillsammans med organisten Dave Greenslade, tidigare medlem i det engelska bandet Colosseum.
Under våren 1972 inleddes ett samarbete med Pugh Rogefeldt. Bandets första album släpptes i juni 1972, det hette Nature och producerades av Pugh. Man spelade även in två singlar under namnet Pugh & Nature, producerade av Anders Burman. Bandet fungerade också som kompgrupp till Rogefeldt under större delen av 1972. Erik "Kapten" Dahlbäck (tidigare i bl.a. Fläsket brinner) ersatte under året Bosse Skoglund på trummor.
Nature anlitades 1973 som kompgrupp till Ted Gärdestad under hans folkparksturné och detta samarbete fortsatte även under folkparksturnéerna 1974 och 1976. Thomas Rydberg (tidigare i Life) var då ny trumslagare. Ted hade slagit igenom stort 1972 och turnéerna var långa och omfattande, premiär på valborgsmässoafton med fortsättning in ett par veckor i augusti och för det mesta dubbleringar på fredagar och lördagar. Under turnén 1976 utökades bandet tillfälligt med Torbjörn Eklund på flöjt och keyboards.
Album nummer två, Earthmover, som släpptes i juni 1974 producerades av Claes af Geijerstam. På några låtar medverkade Björn J:son Lindh, pianisten Alain Leroux, saxofonisten Bernt Rosengren och slagverkaren Malando Gassama som gästmusiker. Två singlar gavs också ut med material från albumet.
Sommaren 1975 kompade Nature Göran Fristorp under hans folkparksturné. Bandet hade då återigen bytt trumslagare, Stanley Larsson (tidigare i Neon Rose) hade ersatt Thomas Rydberg.
I april 1976 anlitade Ulf Lundell för första gången Nature som kompgrupp. Rickard Rolf från bandet November vikarierade vid tillfället för Lasse Wellander. Bandet hade då utökats med en saxofonist, engelsmannen Reg Ward som spelat med gruppen Midsommar.
Ulf Lundell & Nature gjorde tre långa turnéer under 1976-1977 och en liveplatta, Natten hade varit mild och öm. Nature medverkade också tillsammans med Lundell till filmmusiken i Jan Halldoff-regisserade Jack (1977). 
Vid sidan av nämnda artistsamarbeten så arbetade Nature också hela tiden som egen grupp. Under 1977 hade man utökat med ytterligare en gitarrist, Yngve Hammervald. Bandet i sin ursprungliga form upplöstes efter sommaren 1977. Mats Ronander och Lasse Wellander fortsatte sitt samarbete i Wellander & Ronander och senare i Low Budget Blues Band. 
En senare konstellation av Nature bestående av de tidigare medlemmarna Pär David Johnson, Stanley Larsson och Reg Ward samt sångaren Dan Karlsson och gitarristen Per Nyman bildades under sensommaren 1977 och verkade en bit in på våren 1978.

## Diskografi
Studioalbum
- 1972 – Nature (Gump 3)
- 1974 – Earthmover (Sonet SLP-2501)
- 1977 – Natten hade varit mild och öm (Ulf Lundell & Nature, EMI 7C 062-35388)

Livealbum
- 2013 – Live – 1972 (Nature med Dave Greenslade, Belle Antique 132063)

Singlar
- 1972 – En gång tog jag tåget bort / Karneval (Pugh & Nature, Metronome J 27.110)
- 1972 – Slavsång/ Lejon (Pugh & Nature, Metronome J 27.120)
- 1974 – This Wheel’s On Fire/ Meating (Sonet T-7921)[4]
- 1974 – Going Home/Summer in the City (Sonet T-7926)